# Mieczysław Biernacki (żołnierz)
Mieczysław Antoni Biernacki, ps. Mieczysław (ur. 27 września 1891 w Odessie, zm. 1959) – podpułkownik dyplomowany kawalerii Wojska Polskiego, pracownik Wojskowego Biura Historycznego, redaktor naczelny miesięcznika „Przegląd Kawaleryjski”, podczas II wojny światowej w Komendzie Głównej AK – Biuro Informacji i Propagandy kierował Wydziałem Redakcji Fachowych Pism Wojskowych, która wydawała pisma szkoleniowe („Insurekcję” i „Żołnierza Polskiego”) dla młodszych oficerów podziemnej armii.

## Życiorys
Syn Mieczysława i Marii z Pollowiczów. Ukończył gimnazjum i austriacką szkołę kadetów. Był żołnierzem zawodowym w armii Austro-Węgier. Uczestniczył w I wojnie światowej.
W 1918 roku został przyjęty do Wojska Polskiego w stopniu porucznika. W czasie wojny polsko-bolszewickiej służył w 8 pułku ułanów. 1 czerwca 1921 roku pełnił służbę w Oddziale II Naczelnego Dowództwa, a jego oddziałem macierzystym był wówczas 8 pułk ułanów. W 1920 roku awansował na rotmistrza. 23 czerwca 1921 roku otrzymał przeniesienie do 12 pułku Ułanów Podolskich, w którym dowodził szwadronem. 3 maja 1922 roku został zweryfikowany w stopniu rotmistrza ze starszeństwem z dniem 1 czerwca 1919 roku i 92. lokatą w korpusie oficerów jazdy (od 1924 roku – kawalerii). 2 listopada 1923 roku został przydzielony z Biura Historycznego Sztabu Generalnego do 12 pułku Ułanów Podolskich z jednoczesnym odkomenderowaniem do Wyższej Szkoły Wojennej w Warszawie, w charakterze słuchacza III Kursu Doszkolenia. 15 października 1924 roku, po ukończeniu kursu i otrzymaniu dyplomu naukowego oficera Sztabu Generalnego, został przydzielony do Oddziału IV Sztabu Generalnego na stanowisko referenta, pozostając oficerem nadetatowym 12 pułku ułanów. 23 października 1925 roku został przesunięty do Biura Historycznego Sztabu Generalnego w Warszawie. 3 maja 1926 roku awansował na majora ze starszeństwem z dniem 1 lipca 1925 roku i 16. lokatą w korpusie oficerów kawalerii. Od stycznia 1926 roku do grudnia 1932 roku obowiązki służbowe łączył z funkcją redaktora naczelnego miesięcznika „Przegląd Kawaleryjski”. W 1927 roku został przeniesiony do 7 pułku Ułanów Lubelskich w Mińsku Mazowieckim na stanowisko dowódcy szwadronu. 5 listopada 1928 roku został przeniesiony macierzyście do kadry oficerów kawalerii z równoczesnym przeniesieniem służbowym do Wyższej Szkoły Wojennej w Warszawie na stanowisko wykładowcy taktyki kawalerii. 23 marca 1932 roku został przeniesiony do 10 pułku strzelców konnych w Łańcucie na stanowisko zastępcy dowódcy pułku. 26 stycznia 1934 roku otrzymał przeniesienie do Dowództwa Okręgu Korpusu Nr X w Przemyślu na stanowisko referenta. 7 czerwca 1934 roku został przeniesiony do Powiatowej Komendy Uzupełnień Łódź Miasto II na stanowisko komendanta. W 1937 roku po raz trzeci został przeniesiony do Wojskowego Biura Historycznego, w którym do wybuchu II wojny światowej pełnił służbę na stanowisku kierownika referatu. Był wówczas jedynym oficerem kawalerii służby stałej w stopniu majora ze starszeństwem z dniem 1 lipca 1925 roku.
Brał udział w kampanii wrześniowej 1939, walczył na Lubelszczyźnie. Podczas okupacji przebywał w Warszawie. W czasie wojny (co najmniej od stycznia 1942 roku do co najmniej Godziny „W”, brał udział w powstaniu) czynnie działał w konspiracji niepodległościowej ZWZ-AK. Służył w Komendzie Głównej Armii Krajowej, w Biurze Informacji i Propagandy. Kierował Wydziałem Redakcji Fachowych Pism Wojskowych (o kryptonimach liczbowych: „168”, „258”, „368”, „508”, „668”), który obejmował zespoły redakcyjne dwóch pism wojskowych: „Insurekcji” i „Żołnierza Polskiego” (Biernacki był redaktorem „Insurekcji” od 1942 roku). Czasopisma te były przeznaczone dla młodszych oficerów podziemnej armii jako wydawnictwa szkoleniowe, omawiające sprawy z zakresu historyczno-wojskowego, w tym ostatnie wydarzenia z frontów. Między 1942 a 1944 rokiem awansował na podpułkownika. Po wojnie pozostał w kraju. Dalsze losy są nieznane.

## Twórczość
W okresie międzywojennym był autorem szeregu pozycji dotyczących historii wojskowości, m.in.:
- książka Działania armii konnej Budiennego w kampanii polsko-rosyjskiej 1920 r, 26.V–20.VI 1920, Warszawa, 1924, Wojskowy Instytut Naukowo-Historyczny, wydana ponownie w 2012 roku przez Wydawnictwo Tradytor – Krzysztof Klocek, Chełm, ISBN 978-83-63628-08-6[18]
- Bitwa pod Równem[10], Bellona, 1925
- Walki o sforsowanie Uborczy i Słuczy w kampanii polsko-rosyjskiej 1920 r., Przegląd Kawaleryjski, 1927
- Kawaleria, rozdział w dziele zbiorowym Dziesięciolecie odrodzenia polskiej siły zbrojnej 1918–1928, Warszawa, 1928
- Kawalerja. Wykłady na I i II roczniku. Część 1–2, materiały do wykładów taktyki kawalerii wygłaszanych w Wyższej Szkole Wojennej, Warszawa, 1930, Wyższa Szkoła Wojenna,
- Zagon na Koziatyn, Przegląd Kawaleryjski, 1938
- Kawaleria powstania styczniowego, Przegląd Kawaleryjski, 1938

oraz szereg artykułów w Bellonie.

## Ordery i odznaczenia
- Krzyż Kawalerski Orderu Odrodzenia Polski (10 listopada 1927)[19]
- Srebrny Krzyż Zasługi (28 lutego 1925)[20]
- Medal Pamiątkowy za Wojnę 1918–1921
- Medal Dziesięciolecia Odzyskanej Niepodległości[10]
- Oficer Orderu Palm Akademickich (Francja)